# 黄少良
黄少良（1963年10月—），男，汉族，广东紫金人，中华人民共和国企业家、政治人物，广东旭飞集团有限公司董事长，第十一届全国政协委员。

## 生平
2008年，当选第十一届全国政协委员，代表中华全国归国华侨联合会，分入第二十五组。并担任人口资源环境委员会专委。